# Бистренці (Болгарія)
Би́стренці (болг. Бистренци) — село в Русенській області Болгарії. Входить до складу общини Бяла.

## Населення
За даними перепису населення 2011 року у селі проживали 308 осіб.
Національний склад населення села:
| Національність   | Кількість осіб | Відсоток |
| ---------------- | -------------- | -------- |
| болгари          | 239            | 77,6%    |
| цигани           | 53             | 17,2%    |
| турки            | 16             | 5,2%     |
| інша             | 0              | 0%       |
| не визначились   | 0              | 0%       |
| Всього відповіли | 308            |          |

Розподіл населення за віком у 2011 році:
Динаміка населення: